# Benedetto Gennari el Viejo
Benedetto Gennari «el Viejo» (Cento, 1563-1610) fue un pintor italiano del Barroco temprano, y su actividad se desarrolló en Ferrara y Cento.

## Biografía
Miembro de una familia de artistas, poco se conoce con seguridad de la vida de Benedetto Gennari salvo que fue el segundo maestro del Guercino, quien entró en su taller a la edad de diecisiete años, obligado por la modesta situación económica de su familia a retornar a Cento tras haber pasado un tiempo en Bolonia, en el taller de Giovanni Battista Cremonini. Se dice que pertenecía a una antigua familia originaria de Roma, que se estableció en Cento, donde ya se les menciona a comienzos del siglo XVI ocupados en el teñido de tejidos.
Sus hijos Ercole y Bartolomeo Gennari también fueron pintores, igual que un sobrino llamado Lorenzo, seguidores todos ellos del Guercino quien, a la muerte de Gennari el Viejo, en 1610, con solo diecinueve años pero algo mayor que los hijos del maestro y habiendo ya destacado como pintor, se hizo cargo del taller. El mayor de los hijos de Benedetto, Ercole Barbieri, casado con Lucia Barbieri, hermana del Guercino, fue a su vez padre de otros dos pintores: Benedetto Gennari el Joven y Cesare.
A Benedetto Gennari se le han atribuido algunas pinturas de calidad diversa y que tienen en común haber salido del taller de Guercino y, a menudo, en fecha posterior a la de la muerte del pintor. La excepción podría ser el Bautismo de Cristo conservado en la iglesia de San Agustín y del Rosario de Cento, atribuido a Gennari por Calvi, que lo describía «capricciosamente espresso e d'uno stile grandioso che sente non poco del Carraccesco». Actualmente, sin embargo, como algunas otras de las obras antes asignadas a Benedetto, se atribuye al sobrino, Lorenzo, a quien correspondería al menos la parte superior del cuadro, con el Padre Eterno, ajeno a la impronta tardomanierista que aún se aprecia en la parte inferior del lienzo. Una Cena de Emaús procedente de la iglesia de los Capuchinos de Cento, atribuida también a Gennari por Calvi, que la elogiaba como «il più bel quadro di sua mano [...] che alcuni l'hanno creduta del Guercino, e certamente poco ci manca per essere tale», se tiene ahora, en efecto, por obra del taller del Guercino, quien habría pintado la cara y las manos de Cristo, correspondiendo a otro pintor, Paolo Antonio Barbieri, los objetos de naturaleza muerta y a un tercero, que podría ser Matteo Loves, el resto.